# Suite bornée
En mathématiques, une suite est dite bornée si l'ensemble de ses valeurs est une partie bornée.

## Exemples
Une suite réelle (un) est bornée si elle reste comprise entre deux valeurs fixes m et M :
(autrement dit si la borne supérieure et la borne inférieure de l'ensemble de ses termes sont finies)
ou, de façon équivalente, si sa valeur absolue est majorée par une constante M :
Pour qu'une suite soit bornée, il suffit qu'elle le soit « à partir d'un certain rang ». En effet, si |xn| ≤ K pour tout n > N alors |xn| ≤ M pour tout n, en posant M = max(|x0|, |x1|, … , |xN|, K).
- Toute suite convergente est par conséquent bornée (par exemple la suite un = (–1)n/(n + 1), qui converge vers 0, reste comprise entre u1 = –1/2 et u0 = 1).
- Toute suite réelle qui tend vers ±∞ est non bornée (par exemple : un = 2n, qui tend vers +∞).
- Pour une suite non monotone, les réciproques sont fausses :
  - une suite bornée n'est pas nécessairement convergente (contre-exemple : un = (–1)n est bornée — majorée par 1 et minorée par –1 — mais n'admet pas de limite) ;
  - pour qu'une suite tende vers ±∞, il ne suffit pas qu'elle soit non bornée (contre-exemple : la suite qui vaut 0 pour n pair, et n pour n impair).

Une suite de nombres complexes un = xn + i yn est bornée si son module est majoré par une constante ou, de façon équivalente, si les deux suites réelles (xn) et (yn) constituées par sa partie réelle et sa partie imaginaire sont bornées.

## Valeurs d'adhérencepour une suite réelle bornée
Un des grands intérêts des suites bornées réside dans le fait que de toute suite réelle bornée, on peut extraire une sous-suite convergente. Cette propriété, étroitement liée à la propriété de Borel-Lebesgue, porte parfois le nom de « propriété de Bolzano-Weierstrass ». Diverses démonstrations se trouvent dans l'article théorème de Bolzano-Weierstrass.
Le théorème des gendarmes est un théorème de convergence.
Exemples :
- si xn = (–1)n, alors la sous-suite (x2n) des termes de rang pair converge vers 1 et la sous-suite (x2n+1) des termes de rang impairs converge vers –1 ;
- on peut ne pas être capable d'expliciter une telle sous-suite. Par exemple, il existe des entiers n1, n2, ..., nk, ... strictement croissants tels que sin(nk) converge, mais on n'en possède pas d'expression[réf. nécessaire].
- la situation la plus simple est celle où la suite bornée est de plus monotone : dans ce cas, elle est déjà convergente, d'après le théorème de la limite monotone